# Rejon dubieński (1939–2020)
Rejon dubieński – jednostka administracyjna wchodząca w skład obwodu rówieńskiego Ukrainy.
Rejon utworzony w 1939, ma powierzchnię 1200 km². Siedzibą władz rejonu jest Dubno.
Na terenie rejonu znajdują się 1 osiedlowa rada i 23 silskie rady, obejmujące w sumie 103 miejscowości.

## Miejscowości rejonu
- Bereh (Берег)
- Białobrzeże (Білоберіжжя)
- Białogródka (Білогородка)
- Birki (Бірки)
- Bocianówka (Боцянівка)
- Bondary (Бондарі)
- Bortnica (Бортниця)
- Buderaż (Будераж)
- Buszcza (Буща)
- Czerszniwka (Черешнівка)
- Detynicze (Дитиничі)
- Długie pole (Довге Поле)
- Dubno (Дубно)
- Dubowica (Дубовиця)
- Dubriwka[2]  (Jabłonówka, Дубрівка)
- Dziadkiewicze (Дядьковичі)
- Górniki (Гірники)
- Hołuby (Голуби)
- Hradki (Грядки)
- Iwanie (Іваннє)
- Iwaninicze (Іваниничі)
- Jasinówka (Ясинівка)
- Jeziorany[3] (Озеряни)
- Kamienica (Кам'яниця)
- Klipec (Кліпець)
- Kleszczycha (Кліщиха)
- Kluki (Клюки)
- Klynczi (Wolica, Клинці)
- Kniahinin[4] (Княгинин)
- Komarówka (Комарівка)
- Kopany (Копани)
- Kościaniec (Костянець)
- Kryłów (Крилів)
- Krzywucha (Кривуха)
- Kwitnewe (Koniuszki, Квітневе)
- Lebedjanka(Лебедянка)
- Lipa (Липа)
- Listwin (Листвин)
- Majaky (Michałówka, Маяки)
- Majdan (Майдан)
- Małe Zahorce[5][6] (Малі Загірці)
- Martyniwka (Marcelin, Мартинівка)
- Mikitycze[7] (Микитичі)
- Mikołajówka Nowa (Нова Миколаївка)
- Mikołajówka Stara (Стара Миколаївка)
- Milcza (Мильча)
- Minkowce (Миньківці)
- Mirochoszcza Druha (Zawale, Мирогоща Друга)
- Mirochoszcza Persza (Мирогоща Перша)
- Mokre (Мокре)
- Mołodawo Druhe (Ksawerówka, Молодаво Друге)
- Mołodawo Persze (Młodawa, Молодаво Перше)
- Mołodawo Tretje (Młodawa, Молодаво Третє)
- Mołodiżne (Молодіжне)
- Nahirne (Ulbarów[8], Нагірне)
- Nahorany (Нагоряни)
- Narajów (Нараїв)
- Nikitycze (Микитичі)
- Nosowica Nowa (Нова Носовиця)
- Nosowica Stara (Стара Носовиця)
- Olibów (Олибів)
- Onyszkowce (Онишківці)
- Ostrów (Острів)
- Pantalja (Панталія)
- Pererośle (Переросля)
- Pełcza (Повча)
- Piratyn (Пирятин)
- Podłuże (Підлужжя)
- Płoska[9] (Плоска)
- Prydorozhne (Придорожне)
- Prywilne (Podhorelce, Привільне)
- Ptycza (Птича)
- Raczyn (Рачин)
- Redkoduby (Рідкодуби)
- Sady Małe (Малі Сади)
- Sady Wielkie (Великі Сади)
- Sapanowczyk (Сапанівчик)
- Satyjów (Сатиїв)
- Semiduby (Семидуби)
- Sosnówka (Obhów, Соснівка)
- Smyga (Смига)
- Stołbiec (Стовпець)
- Studzianka (Студянка)
- Sudobicze (Судобичі)
- Szepetyn (Шепетин)
- Tarakanów (Тараканів)
- Trawnewe (Bodaki, Травневе)
- Trościaniec (Тростянець)
- Turkowicze (Турковичі)
- Turja (Тур'я)
- Warkowicze (Варковичі)
- Werba (Верба)
- Werba Kamienna (Кам'яна Верба)
- Wielkie Zahorce (Великі Загірці)
- Zabirki (Забірки)
- Załuże (Залужжя)
- Zamczysko (Замчисько)
- Zarudzie[10] (Заруддя)
- Zbytyń (Збитин)
- Zdołbica[11]  (Здовбиця)
- Zelene (Pohorelce, Зелене)
- Zełenyj Haj (Chomut, Зелений Гай)
- Zlińce (Злинець)
- Zofjówka Pierwsza (Софіївка Перша)
- Zofjówka Druga(Софіївка Друга)
- Żornów (Жорнів)

nieistniejące
- Wygnanka[12] - na północ od Dubna, obecnie jego część